# Итало-греческая война
Итало-греческая война (греч. Ελληνοϊταλικός Πόλεμος) или Греческая война (итал. Guerra di Grecia) — война между Италией и Грецией, продлившаяся с 28 октября 1940 года по 30 апреля 1941 года. Эта локальная война положила начало Балканской кампании Второй мировой войны между державами оси и союзниками и в конечном итоге превратилась в битву за Грецию с участием Великобритании и Третьего Рейха.

## Военно-стратегическая ситуация
После того как Германия добилась успехов в Европе, итальянское руководство решило расширить свои военные действия, стремясь укрепить позиции в Африке и на Балканах. Италия надеялась, что Албания, захваченная несколько раньше, станет удобной базой для дальнейших операций. В октябре 1940 года немецкие войска вошли в Румынию, не уведомив об этом своих итальянских союзников. Это решение Германии стало для Бенито Муссолини поводом для того, чтобы самому действовать. Он заявил своему министру иностранных дел графу Чиано: «Гитлер всегда заставляет меня реагировать на уже совершенные факты. Но теперь я покажу ему, что можно и в ответ на его действия сделать что-то первым: он узнает из газет, что я захватил Грецию».
15 октября 1940 года в Риме на совещании итальянских военных командующих был обсужден план наступления на Грецию. Операция должна была начаться с удара по греческой обороне с территории Албании. Целью было быстро прорвать фронт, разгромить греческие войска и захватить важные города и территории, такие как Янина и Эпир, двигаясь далее на Афины и Салоники. Параллельно планировалась высадка морского десанта на остров Корфу. Итальянская авиация должна была поддержать наступление, атакуя греческие коммуникации, чтобы парализовать их действия и вызвать панику среди гражданского населения, тем самым нарушив подготовку греческой армии. В итальянской директиве подчеркивалось, что, благодаря быстрому наступлению, в Греции может возникнуть политический кризис, который поможет итальянским войскам добиться успеха в короткие сроки с минимальными силами.

## Силы сторон
Для захвата Греции Италия подготовила мощную военную силу. В операции было задействовано два армейских корпуса, которые включали восемь дивизий — в общей сложности около 87 тысяч человек. Кроме того, у итальянцев было 163 танка, 686 орудий и 380 боевых самолетов. Для того чтобы поддержать наступление с моря, Италия направила 54 больших корабля и 34 подводные лодки, которые базировались в Таранто, на острове Лерос и в Адриатическом море.
Греческие войска, которые должны были защищать страну на границе с Албанией, были гораздо малочисленнее. На этой территории находились 2 пехотные дивизии, 2 пехотные бригады, 13 отдельных пехотных батальонов и 6 горных батарей. В общей сложности численность греческих войск составляла около 27 тысяч человек. Они имели всего 20 танков, 36 боевых самолетов и 220 орудий — этой техники было недостаточно, чтобы эффективно противостоять большому наступлению.
Перед началом войны произошли несколько инцидентов, которые ухудшили отношения между Италией и Грецией. 15 августа 1940 года, в день праздника Успения Богородицы, итальянская подводная лодка потопила греческий крейсер «Элли» на рейде острова Тинос . Это событие стало поводом для частичной мобилизации в Греции ..

## Начало войны

Костас Грамматопулос. «Вперёд, сыны Эллады». Афиша 1940 года

Итальянский ультиматум был предъявлен премьер-министру Греции генералу Метаксасу 28 октября 1940 года, в 3 часа утра. Ультиматум был отклонён, и в 5:30 началось итальянское вторжение.
В первые два-три дня наступления итальянская ударная группировка встретила лишь слабые заслоны пограничных частей, которые сразу же начали отход. Но вступившие в бой греческие войска прикрытия, усиленные пятью пехотными и одной кавалерийской дивизиями, дали противнику решительный отпор. Перед 3-й итальянской дивизией альпинистов «Юлия» (11 000 солдат) была поставлена задача продвигаться на юг по хребту Пинда, чтобы отсечь греческие силы в Эпире от региона Западная Македония. На её пути встала бригада полковника Давакиса (2000 солдат), который сдержал натиск «Юлии».. 
1 ноября главнокомандующий греческой армией А. Папагос, ранее не надеявшийся на успех, отдал приказ нанести контрудар по открытому левому флангу противника. В результате двухдневных боев итальянские войска в районе Корчи были отброшены на территорию Албании.
Верховное командование Италии было вынуждено срочно пополнить и реорганизовать свои войска в Албании. 6 ноября генеральный штаб издал приказ о формировании новой группы армий «Албания» в составе 9-й и 11-й армий, командующим которой был назначен заместитель начальника генерального штаба генерал У. Содду. 7 ноября итальянское верховное командование отдало приказ о прекращении активных действий и подготовке нового наступления. На итало-греческом фронте наступил кратковременный период относительного затишья. 
5—6 ноября 1940 года итальянские самолёты нанесли удары по пограничному городу Битола, принадлежавшему Югославии, союзной Греции. Хотя Белград сохранял нейтралитет, но опасался, что итальянцы захватят Салоники, где у Югославии была свободная зона (по конвенции 1923 года).

## Греческое контрнаступление

Греческое контрнаступление.

14 ноября 1940 г. греческие войска начали контрнаступление в Западной Македонии, в котором вскоре приняли участие войска всего фронта. 21 ноября генерал Содду отдал итальянским войскам приказ начать общий отход. Положение отдельных соединений было настолько тяжелым, что командующий итальянской группой армий запросил у правительства «посредничества» Германии. Однако итальянские правящие круги все еще стремились сохранить самостоятельность в действиях на Балканах. Отклонив прямое вмешательство немцев в итало-греческую войну, Муссолини предпринял попытку спасти престиж своей армии в Албании. Он отдал приказ создать укрепленную линию обороны на рубеже Рпони, Либражди, к северу от Шкумби до Пекини и по реке Шкумбини до моря и любой ценой воспрепятствовать прорыву ее противником. Но ни инженерное оборудование позиций, ни увеличение количества войск на албанском фронте не могли улучшить положения итальянских армий. В январе 1941 года греческая армия заняла стратегическое ущелье Кельцюру.
Муссолини потребовал от У. Кавальеро, назначенного в начале декабря начальником генерального штаба вместо маршала Бадольо, срочно подготовить наступление на итало-греческом фронте. Наступление, намеченное итальянским генеральным штабом на середину января 1941 года, началось, но не получило развития: сил было еще недостаточно. Греческие войска продолжали атаковать противника по всему фронту. 
Только к началу марта, когда итальянские войска достигли некоторого превосходства в силах (они насчитывали 26 дивизий против 15 греческих), командование смогло приступить к подготовке «генерального» наступления. Главный удар наносился на Клисуру силами 12 дивизий. Наступление началось 9 марта, но кровопролитные бои, длившиеся несколько дней, не принесли успеха итальянской армии. 16 марта наступление прекратилось.

## Вступление Германии в войну

Продвижение войск Оси в Греции 5 апреля-4 Мая

После неудач Итальянской армии в Греции, в Германии было принято решение помочь Италии. Предложение о вступление в ось было отправлено правительствам стран Болгарии и Югославии. Оба правительства согласились, но в Югославии произошёл государственный  переворот. Германия вторглась в Югославию.
Вторжение в Югославию и Грецию германские войска предприняли в ночь на 6 апреля по схеме, которой они пользовались, развязывая военные действия в 1939 и 1940 гг. Главные силы 4-го воздушного флота внезапно атаковали аэродромы в районах Скопье, Куманово, Ниша, Загреба, Любляны. Танковые и пехотные дивизии 12-й немецкой армии одновременно на трёх участках перешли болгаро-югославскую границу, 150 немецких самолётов совершили налет на Белград. Греция создала группу армий «Западная Македония»
Греческая армия в течение трёх дней оказывала сопротивление на Линии Метаксаса. 11 Апреля Командование Греческой армии приняло решение отступить из Албании на линию: Гора Олимп-Озеро Бутринти. Отход начался 12 Апреля. 11 — 13 апреля Греки отступили к городу Козани. В итоге немецкие войска вышли в тыл армии «Западная Македония» изолировав её.
13 апреля Гитлер подписал директиву № 27, в которой уточнил план действий немецких войск в Греции. После этого войска стран оси быстро прошли по территории Греции, в итоге захватив страну к 30 апреля.

## Результаты
Победы греческой армии в этой войне стали первыми победами армий антигитлеровской коалиции над странами «оси». Известный греческий археолог и участник той войны, Манолис Андроникос пишет, что, «когда Италия решила вторгнуться в Грецию, силы Оси господствовали в Европе, разбив перед этим французов и англичан и заключив пакт о ненападении с Советским Союзом. Только островная Англия ещё сопротивлялась. Ни Муссолини, ни любой „разумный“ человек не ожидали в этих условиях сопротивления Греции. Поэтому, когда мир узнал, что греки не собираются сдаваться, первой реакцией было удивление, которое сменилось восхищением, когда стали поступать новости о том, что греки не только приняли бой, но и побеждают».

## Отражение в культуре
- Джеймс Олдридж. Роман «Дело чести» (Signed with Their Honour, 1942)
- Песня одноименного альбома «Coat of Arms» группы Sabaton повествует об этих событиях.
- Итальянская песня «Sul ponte di Perati[итал.]», посвящённая памяти погибших на войне итальянских солдат.